# Moviment Comunista de Galícia
Moviment Comunista de Galícia (MCG) fou un partit polític comunista creat a Galícia el 1976 com a secció local del Moviment Comunista. Els seus caps eren Xesús Manuel Vega Buxán i Maria dol Carmo Santos Castroviejo. Participà en la constitució de la Consello de Forzas Políticas Galegas (CFPG). Es presentà en coalició amb la LCR a les eleccions al Parlament de Galícia de 1981. A les eleccions municipals gallegues de 1987 i 1991 va obtenir 317 vots i un regidor a Padrón. El 1991 es va integrar en el nou grup Inzar juntament amb la LCR, que uns anys més tard s'integraria en el Bloc Nacionalista Gallec.